# Kaverna
Kaverna je umetna jama, navadno vdolbena v skalnat teren, za zaščito pred artilerijskim ali letalskim napadom, ki služi kot pomožno zaklonišče. Lahko je služila tudi kot skladišče za orožje.